# 何塞·波拉斯
何塞·波拉斯（西班牙語：José Porras，1970年11月8日—），哥斯达黎加男子足球运动员，司职守门员。他曾代表哥斯达黎加国家队参加2006年国际足联世界杯，结果队伍止步小组赛阶段。